# 치근농양
치근농양(Periapical abscesses)은 치아뿌리부위의 농성변화를 말한다.
치아의 뿌리 쪽으로 세균의 감염이 발생하여 농양을 형성하며, 외상에 의한 치수염이나 수질의 노출이 있는 파괴된 치아에서 잘 발생한다. 주로 제 4 상악의 전구치에서 가장 흔하게 발현되며, 씹을 때의 통증과 불쾌감을 유발하는 증상과 눈의 내안각 외부에 부종이나 누공이 보이기도 한다.
간혹 치료가 지연되거나 농성 분비물이 안구쪽으로 진행할 경우 누낭염을 유발하여 눈물에서 농성 분비물이 보일 수도 있다.
상악 1구치에 발생할때는 안구후부의 종창을 발생시키며, 안구돌출을 보이기도 한다. 하악의 치아에 발생할 때는 하악의 종창을 보이고, 하악 복측으로 누공이 생겨 농성 분비물이 입안으로 흐르기도 한다.